# زبابة كبيرة المنقار
زبابة كبيرة المنقار (الاسم العلمي: Sorex longirostris) (بالإنجليزية: Southeastern Shrew)‏ هي نوع من الثدييات يتبع جنس الزبابة من الفصيلة الزبابات.